# Diario de Almería (1916-1939)
El Diario de Almería fue un periódico español editado en la ciudad de Almería entre 1916 y 1939.

## Historia
Fue fundado en 1916, inicialmente como un diario de línea editorial independiente. A lo largo de su existencia fue uno de los diarios más destacados de Almería. No obstante, mantendrá una postura cambiante con los años. En 1923 cambió de propietario al ser adquirido por Arturo Jiménez López, volviendo a cambiar de manos en 1926 tras ser adquirido por Juan Martínez Parra. Si bien durante la Dictadura de Primo de Rivera llegó a apoyar al régimen —según algunos, debido a intereses y relaciones con el Ayuntamiento de Almería—, tras la proclamación de la Segunda República el diario adoptó los postulados republicanos. Ello supuso un nuevo cambio en su línea editorial. 
A partir de 1932, por influencia de Augusto Barcia Trelles, el diario pasará a convertirse en órgano provincial del partido Acción Republicana (AR). Posteriormente lo sería del partido sucesor, Izquierda Republicana (IR). Tras el estallido de la Guerra civil el diario siguió editándose, y a partir de 1938 se convirtió en órgano provincial del Partido Comunista. Desapareció al final de la contienda, en 1939.